# 大田区立郷土博物館
大田区立郷土博物館（おおたくりつきょうどしりょうかん）は、東京都大田区の考古、歴史、民俗などの資料を保存、展示する人文科学系の博物館である。
2021年（令和3年）4月1日にリニューアルオープンした。敷地は、彫刻家の佐藤玄々（朝山）の住まいとアトリエの跡地である。

## 概要
建物は3階建てで1階はロビーと事務室。2階、3階が展示室。2階は考古学資料と昔の農漁村の風景と題して、海苔の養殖や麦わらの編み細工などを紹介、3階は馬込文士村と町の近代化とまちの変化を紹介している。2階には郷土学習室がある。

## 開館時間
- 開館：9:00 - 17:00
- 休館：月（祝日は開館）、年末年始、その他に臨時休館あり
- 入館　無料

## 所在地
東京都大田区南馬込5-11-13

## 交通アクセス
都営浅草線西馬込駅から徒歩7分。

## 近在の施設
- 熊谷恒子記念館
- 馬込城跡
- 山王草堂記念館

## 姉妹博物館
- ピーボディ・エセックス博物館 - アメリカ合衆国マサチューセッツ州セイラム

大森貝塚の発見者エドワード・S・モースがそこの第3代館長を勤めていた縁による。1984年6月23日、姉妹館の提携。